# 北高加索叛亂
北高加索叛亂是俄羅斯與高加索酋長國的武裝分子之間的武裝衝突，伊斯蘭國從2015年6月開始涉入。历时10年之久的第二次車臣戰爭在2009年4月16日正式結束，但衝突卻沒有停止過，且有升級蔓延至北高加索全境的跡象。
暴力活動主要集中在北高加索的車臣、達吉斯坦、印古什與卡巴爾達-巴爾卡爾共和國，偶爾也會發生在周邊地區，例如：北奥塞梯-阿兰共和国、五山城、伏爾加格勒。

## 背景

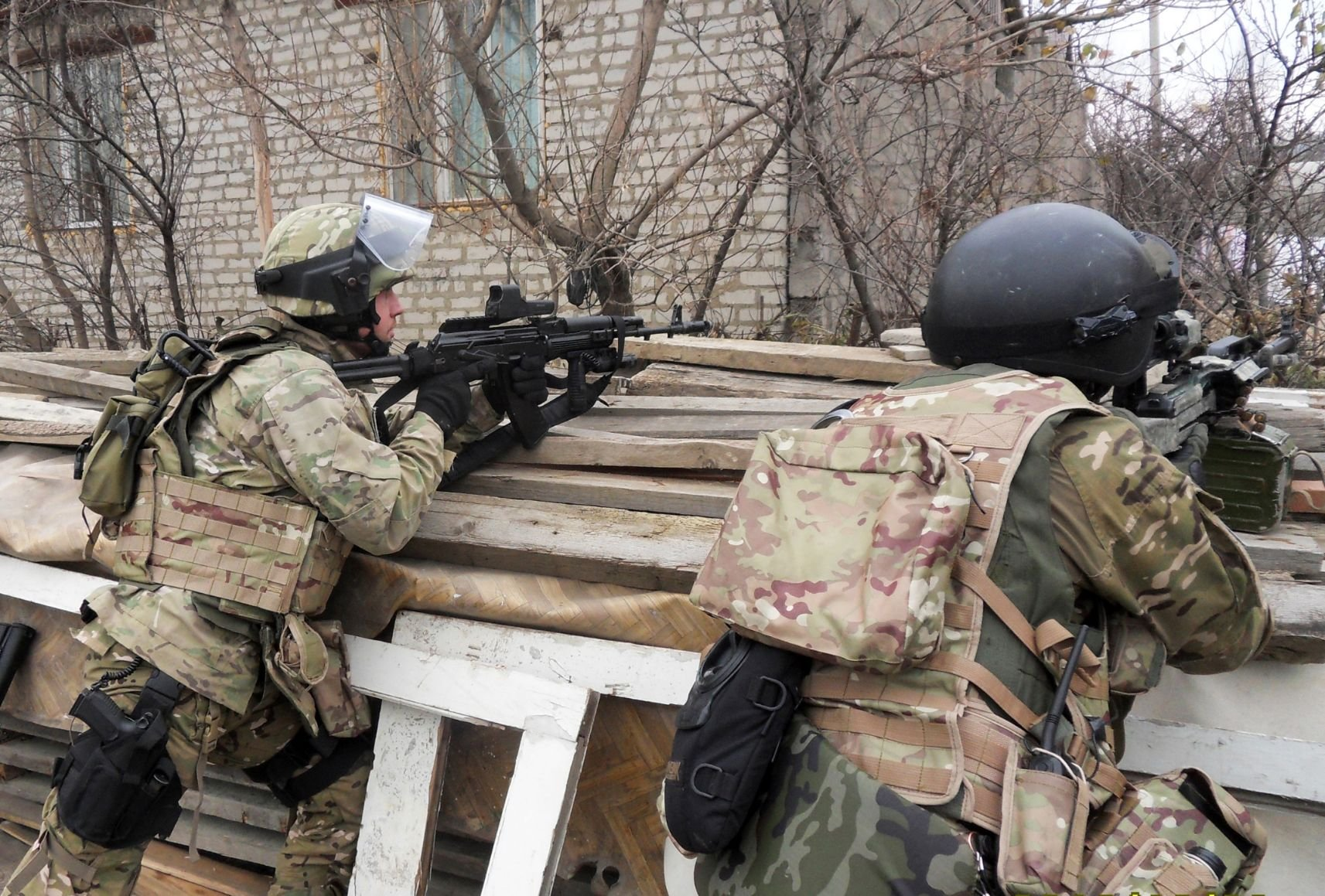
聯邦安全局俄罗斯特种部队在达吉斯坦
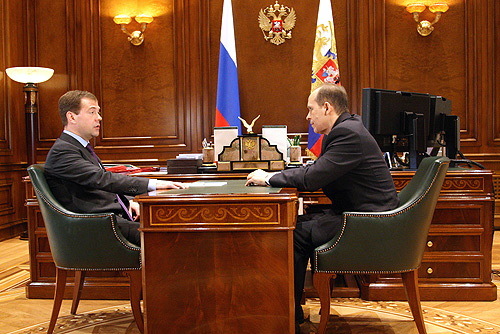
德米特里·梅德韦杰夫与博尔特尼科夫举行工作会议，讨论车臣的反恐问题

時任俄羅斯總理的弗拉基米尔·普京在1999年，下令軍隊、警察、等安全部隊進入車臣分離主義地區，發生了第二次車臣戰爭，到了2000年初，政府的安全部隊占領了大部分的地區，高強度的戰鬥持續了好幾年，並造成數以千計的平民傷亡，到了2005年，車臣叛軍領導阿卜杜勒·哈利姆·薩杜拉耶夫頒布成立了高加索陣線抵抗俄羅斯，其中成員包含在北高加索的伊斯蘭信徒，企圖擴大車臣與俄羅斯之間的衝突，在他死後的繼任者多卡·烏馬羅夫宣布聖戰會持續進行，會在北高加索地區建立一個伊斯兰原教旨主义的伊斯蘭酋長國並進一步向外發展，俄羅斯在車臣實行綏靖政策，建立一個親莫斯科的地區政府，為當地的安全職責。
俄羅斯在車臣地區成功的明顯因素是依賴當地的區域元首，親莫斯科的車臣家族拉姆赞·卡德罗夫，在2007 - 2010年北高加索的恐怖攻擊大幅增加，在2009年的夏天，短短4個月內超過442人在北高加索因恐怖攻擊而死亡，相較之下2008年全年只有150人死於恐怖攻擊。在2009年整年，根據俄羅斯政府官方數據統計，235名內務部人員被殺害（不包含國防部與聯邦安全局），並且有686名人員受傷，而有超過541名恐怖份子被擊斃並且超過600名支持者被逮捕。比起2008–2009年，在2010年的恐怖攻擊事件較少，然而在2010年平民傷亡率在整個北高加索是明顯提高的，和越來越多的恐怖攻擊在車臣以外。
從2010年至2014年之間，在北高加索叛亂地區的傷亡人數逐年下降，整體死亡人數下降了一半以上。 其下降的原因包含叛亂份子高層指揮官死亡，並且當地興建了許多基礎建設，以及叛亂份子外流至其它的衝突區域。